# شارل حبيب عيروط
شارل جبيب عيروط (1961 1905)مهندس معماري من مصر من أصول لبنانية سورية، عمل في شركة مصر الجديدة.درس الهندسة المدنية في باريس.وشارك في تخطيط وبناء ضاحية مصر الجديدة في القاهرة.

## العائلة
ولد شارل من عائلة من أصول لبنانية سورية وهو ابن المهندس حبيب عيروط، واخوته القس هنري عيروط عميد كلية اليسوعيين في الفجالة عام 1962 . والمهندس المعماري ماكس عيروط.
صمم شارل عمارة عيروط عام 1957هي في شارع رمسيس في القاهرة،

## أشهر أعماله
- عمارة 26 يوليو في شارع حسن صبرى، الزمالك
- عمارة في باب اللوق
- عمارة عيروط، في شارع شريف باشا
- عمارة في شارع الشواربى
- المدرسة الإبراهيمية الثانوية
- عماره جمال الدين أبو المحاسن جاردن سيتى (1951)
- فيلا فالديجى، مصر الجديدة